# Novaja Ladoga
Novaja Ladoga (russisk: Но́вая Ла́дога, tr. Nóvaja Ládoga) er en by i Leningrad oblast i Rusland. Den ligger omkring 140 km øst for Sankt Petersborg, der hvor floden Volkhov løber ud i Ladoga. Indbyggertal: 9.920 (folketælling 2002), 11.310 (folketælling 1989).
St. Nikolas-klosteret stod fra 1400-tallet på stedet hvor dagens by ligger, men den nærliggende bosætning (sloboda) blev længe overskygget af den første russiske hovedstad, Staraja Ladoga, som bare lå nogle få kilometer længere opstrøms Volkhov-floden. I 1704 befæstede Peter den Store klosteret og gav ordre om at befolkningen i Staraja Ladoga skulle flyttes til landsbyen ved klosteret. Den nygrundlagte by voksede i betydning i forbindelse med opførelsen af Ladogakanalen og Volga-Østersøkanalen i 1700- og 1800-tallet.